# Sonic Origami
Sonic Origami är ett studioalbum av det brittiska rockbandet Uriah Heep, utgivet 1998. 

## Låtlista
1. "Between Two Worlds" (Box/Lanzon) 6:29
2. "I Hear Voices" (Bolder) 3:55
3. "Perfect Little Heart" (Box/Lanzon) 5:17
4. "Heartless Land" (Box/P. Lanzon/Matthew Lanzon) 4:44
5. "Only the Young" (Bolder) 4:43
6. "In the Moment" (Box/Lanzon) 6:23
7. "Question" (Box/Lanzon) 5:26
8. "Change" (Box/Lanzon) 6:02
9. "Shelter from the Rain" (Bolder) 6:10
10. "Everything in Life" (Box/Lanzon/Bolder/Kerslake) 3:15
11. "Across the Miles" (J. Peterick/F. Sullivan) 5:13
12. "Feels Like" (Box/Lanzon) 4:37
13. "The Golden Palace" (Box/Lanzon) 8:29
14. "Sweet Pretender" (Bolder) 4:50

## Medlemmar
- Bernie Shaw - Sång
- Mick Box - Gitarr, och sång
- Phil Lanzon  - Keyboards och sång
- Trevor Bolder  - Bas och sång
- Lee Kerslake - Trummor och sång